# اتحاد النقابات العمالية الكورية الجنوبية
اتحاد النقابات العمالية الكورية الجنوبية (FKTU) هو مركز نقابي وطني في كوريا الجنوبية تم تشكيله في عام 1960. إنه يمثل اتجاه نقابات الشركات في الحركة العمالية في كوريا الجنوبية، على النقيض من اتحاد النقابات العمالية الكوري الأكثر نضالية. 
بعد انقلاب 16 مايو عام 1961، قام نظام بارك تشونغ هي بحل الاتحاد العام لنقابات العمال الكورية والمنظمات التابعة له. تم وضع اتحاد نقابات العمال الكوري تحت إشراف
المجلس الأعلى لإعادة البناء الوطني (السلطات العسكرية الحاكمة في ذلك الوقت) . 
كان اتحاد عمال كوريا الجنوبية هو المركز النقابي القانوني الوحيد في كوريا الجنوبية حتى تم الاعتراف باتحاد عمال كوريا في نوفمبر 1999. كانت الحكومة الكورية تعتبر في السابق اتحاد العمال الكوري منظمة إرهابية.
ينتمي اتحاد نقابات العمال الكوري الجنوبي إلى الاتحاد الدولي للنقابات العمالية . 

## أنظر أيضاً
- نقابة عمالية كوريا الجنوبية
- الحركة العمالية الكورية الجنوبية

التاريخ:
- إضرابات 1996-1997 في كوريا الجنوبية

## روابط خارجية
- (بالإنجليزية)
- (بالكورية)